# ویرجینیا ماسترو
ویرجینیا ماسترو (انگلیسی: Virginia Maestro؛ زاده ۲۹ سپتامبر ۱۹۸۲) یک موسیقی‌دان اهل اسپانیا است. وی از سال ۲۰۰۸ میلادی تاکنون مشغول فعالیت بوده‌است.